# Poliosia parvi
Poliosia parvi är en fjärilsart som beskrevs av Moore 1878. Poliosia parvi ingår i släktet Poliosia och familjen björnspinnare. Inga underarter finns listade i Catalogue of Life.